# Lucas Barreto (voleibolista)
Lucas Adriano Araújo Barreto (Belém, 24 de junho de 1997) é um jogador de voleibol brasileiro que atua na posição de central.

## Carreira
Começou jogando voleibol pelo Assembleia Paraense., foi convocado para as categorias de base da seleção brasileira, disputou a edição do Sul-Americano Sub-19 sediado em Paipa e conquistou a medalha de prata . No ano seguinte, estava federado pela Federação Paranaense e novamente convocado e disputou nesta categoria o Campeonato Mundial em Corrientes (cidade) e Resistência (Chaco), ocasião que a seleção terminou na sexta posição..
Foi convocado em 2016 para a seleção brasileira juvenil pelo técnico Giovane Gávio para disputar o Sul-Americano Sub-21 de 2016 em Bariloche, Argentina, ocasião que conquistou a medalha de prata. e na edição do Campeonato Mundial Sub-21 de 2017 realizado em Brno e České Budějovice terminou na quarta posição.
Em 2017, também foi convocado para seleção brasileira em preparação para a disputa da edição da Copa Pan-Americana Sub-21 sediada em Fort McMurray no Canadá e sagrou-se campeão,.

### Sesc RJ
Na jornada de 2017-18, foi atleta do Sesc RJ e disputou  sua primeira Superliga Brasileira A  e conquistou o terceiro lugar.

### Sesi-SP
Na temporada de 2018-19, representou o Sesi-SP sagrando-se vice-campeão do Campeonato Paulista de 2018e disputou a Copa Libertadores 2018-19e obteve a medalha de bronze na fase final disputada em Taubaté e foi vice-campeão da Superliga Brasileira A 2018-19. Na segunda temporada pelo clube,  terminou em terceiro lugar no Campeonato Paulista de 2019, também conquistou o título da Copa Libertadores de 2020 e vice-campeão da Copa Brasil de 2020  cuja fase final foi realizada em Jaraguá do Sul e a Superliga Brasileira de 2019-20 foi cancelada devido à pandemia da COVID-19.

### Vôlei Renata/Campinas
Na jornada seguinte, transferiu-se para o Vôlei Renata/Campinas conquistando o título do Campeonato Paulista de 2020, alcançou o terceiro lugar na Copa Brasil de 2021 e na Superliga Brasileira A 2020-21. Renovou para o período seguinte, obtendo o bicampeonato no Campeonato Paulista de 2021, sendo vice-campeão da Copa Brasil de 2022 cuja fase final ocorreu em Blumenau, medalhista de bronze na edição do Campeonato Sul-Americano de Clubes de 2022 sediado em Contagem e na Superliga Brasileira A 2021-22 terminou na sexta posição.
Em sua última temporada pelo clube, obteve o tricampeonato consecutivo do Campeonato Paulista em 2022, disputou o Campeonato Mundial de Clubes de 2022 sediado em Betim e terminou na sexta posição na Superliga Brasileira A 2022-23.

### Farma Conde/São José
Na temporada de 2023-24, foi contratado pelo Farma Conde/São José, terminou na quarta posição no Campeonato Paulista de 2023, conquistou o título da Supercopa Brasileira de 2023, medalhista de bronze no  Campeonato Sul-Americano de Clubes de 2024 realizado em Blumenau, e terminou na sexta posição na Superliga Brasileira A 2023-24.

## Títulos
Sesi-SP
- Copa Libertadores: 2020

Vôlei Renata/Campinas
- Campeonato Paulista: 2020, 2021, 2022

Farma Conde/São José
- Supercopa Brasileira: 2023

## Clubes
| Anos      | Clube                 |
| --------- | --------------------- |
| 2017-2018 | Sesc RJ               |
| 2018–2020 | Sesi-SP               |
| 2020–2023 | Vôlei Renata/Campinas |
| 2023–2024 | Farma Conde/São José  |
| 2024–     | Sesi-Bauru            |

## Premiações individuais
- Melhor Central do Campeonato Sul-Americano de Clubes de 2024